# Angelica Catalani
Angelica Catalani (Senigallia, 10 maggio 1780 – Parigi, 12 giugno 1849) è stata un soprano italiano.

## Biografia
Già da bambina dimostrò particolare predisposizione al canto. Suo padre, che l'aveva affidata al Convento di Santa Lucia in Gubbio, la ricondusse a casa per farle studiare musica.
Nel 1797 capitò a Senigallia l'impresario veneziano Alberto Cavos, il quale, udita la diciassettenne Angelica, non esitò a farla debuttare quell'anno stesso al Teatro La Fenice di Venezia nella Lodoïska di Mayr. Fu il primo di una serie di successi.
I compositori scrivevano per lei appositamente opere, gli impresari gareggiavano tra loro in lauti stipendi. Recatasi, con vistoso compenso, a Lisbona, vi sposò un ufficiale francese, che la portò con sé a Parigi.
Nella capitale francese fu ascoltata e notata da Napoleone, il quale le promise di voler corrisponderle lo stipendio di 100.000 Franchi l'anno; a tale importante offerta verbale la Catalani non seppe dare una risposta, ricordandosi del suo precedente impegno stabilito con Londra. Perciò andò in Inghilterra senza passaporto.
A Londra il successo fu strepitoso ed i suoi guadagni altissimi (una sola serata le rese 2.000 sterline).
Tornata a Parigi nel 1814, Luigi XVIII le affidò la direzione del Théâtre Italien, con il compenso annuale di 160.000 franchi.
Ma il marito amministrò male il Teatro Italiano, scritturandovi artisti mediocri e sperando fortuna unicamente dal favore popolare per la Catalani, la quale, chiuso il teatro, fu costretta a riprendere i viaggi. L'artista si esibì in molte città d'Europa, ritrovandovi trionfali accoglienze.
Cantò, per l'ultima volta, a Châlons-sur-Marne il 20 gennaio 1830. Si ritirò poi nella sua Villa La Loggia presso Firenze.
Nel 1849, per sfuggire ad una epidemia di colera, si recò a Parigi ma vi morì proprio per questa malattia.
Lasciò ai figli un patrimonio di diversi milioni.

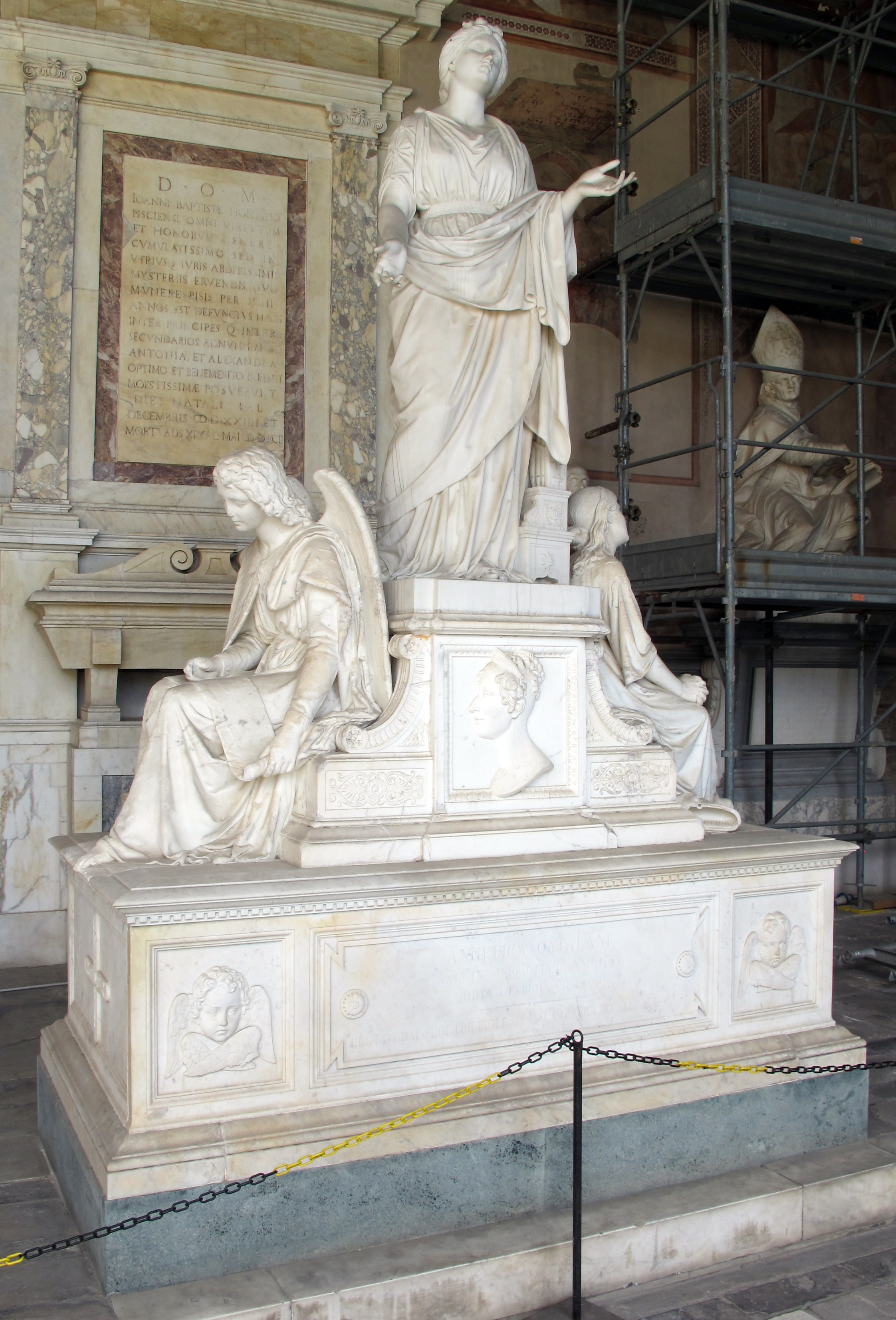
Monumento ad Angelica Catalani nel Camposanto monumentale di Pisa